# KTouch
KTouch — клавиатурный тренажёр, входящий в пакет образовательных программ KDE Education Project. Распространяется согласно GNU General Public License.
KTouch обучает методу слепой печати.

## Возможности программы
- Поддержка различных раскладок клавиатур.
- Возможность добавления новой раскладки.
- Редактирование упражнений.
- Детальная статистика по результатам выполняемых упражнений.
- Подсчёт скорости и качества(аккуратности) печати.
- Различные цветовые схемы интерфейса.

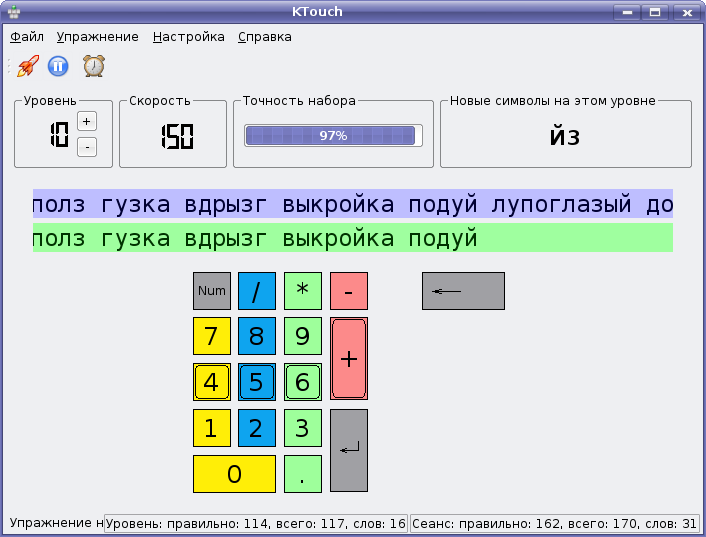
Русская раскладка в старой версии.